# Джим Хокинс
Джеймс (Джим) Хокинс (англ. Jim Hawkins) — персонаж и главный протагонист романа Роберта Льюиса Стивенсона «Остров сокровищ».

## Имя
Фамилия Джима, так же как и у многих других персонажей романа, «говорящая», только несколько в другом смысле. Его однофамилец — Джон Хокинс. После этого многие черты характера мальчика становятся легко объяснимы.[уточнить]

## Герой
Джим — подросток. Активно участвует во всех событиях: это он подружился с пиратом Билли Бонсом, нашёл и забрал карту Острова Сокровищ из его сундука, а затем передал её доктору Ливси и сквайру Трелони; он обнаружил на корабле заговор, нашёл Бена Ганна на Острове сокровищ, застрелил напавшего на него пирата Израэля Хендса, увёл корабль пиратов на Северную стоянку и стал яблоком раздора в противостоянии между Джоном Сильвером и остатками его шайки. По мнению авторов «Большой энциклопедии литературных героев» Хокинс «воплощает особый тип, присущий самому автору образ жизни, наполненный солнечным светом и весенней свежестью. Невинность Джима — воистину непобедимая сила, его ясный взгляд выражает справедливость, его простодушие позволяет ему преодолевать все трудности точно так же, как в народных сказках свет истины рассеивает мрак заблуждений. Хоть он поначалу и олицетворяет лишь нравственную позицию, тем не менее этот персонаж задуман столь фундаментально, что для читателя как бы существует в действительности».
Капитаном Смоллеттом был охарактеризован как «любимчик», которого опасно брать в плавание.

## Воплощения в кино
- Остров сокровищ (фильм, 1920), художественный кинофильм (США), в роли Джима Хокинса — Ширли Мейсон
- Остров сокровищ (фильм, 1934), художественный кинофильм (США), в роли Джима Хокинса — Джеки Купер
- Остров сокровищ (фильм, 1937), художественный кинофильм (СССР) по мотивам романа Р. Стивенсона, вместо Джима Хокинса действует Дженни Гокинс (актриса Клавдия Пугачёва), которая, переодевшись мальчиком, поступает на судно юнгой под именем Джима
- Остров сокровищ (фильм, 1950), художественный кинофильм (Великобритания — США), в роли Джима Хокинса — Бобби Дрисколл
- Долговязый Джон Сильвер (фильм) (1954), художественный фильм (США — Австралия), в роли Джима Хокинса — Кит Тейлор
- Остров сокровищ (фильм, 1971), художественный кинофильм (СССР), в роли Джима Хокинса — Ааре Лаанементс
- Остров сокровищ (фильм, 1972), художественный фильм (Великобритания — Франция — ФРГ — Италия — Испания), в роли Джима Хокинса — Ким Бёрфилд
- Остров сокровищ / Takarajima (аниме, 1978) озвучивает Симидзу Мари
- Остров сокровищ (фильм, 1982), многосерийный худ. фильм (СССР), в роли Джима Хокинса — Фёдор Стуков
- Остров сокровищ в космосе (телесериал, 1987), телесериал (Италия — ФРГ), в роли Джима Хокинса — Итако Нардулли
- Остров сокровищ / Gekijouban Takarajima (аниме, 1987)
- Остров сокровищ (мультфильм, 1988) (озвучивал Валерий Бессараб)
- Остров сокровищ (фильм, 1990), художественный кинофильм (Великобритания — США), в роли Джима Хокинса — Кристиан Бейл
- Остров сокровищ (фильм, 1999), художественный фильм (США), в роли Джима Хокинса — Кевин Зегерс
- Остров сокровищ / Takarajima Memorial (аниме, 1992)
- Планета сокровищ (персонаж — Джеймс Плеядус Хокинс)
- Пираты Острова Сокровищ (2006), художественный фильм (США), в роли Джима Хокинса — Том Нэйджел
- Остров сокровищ (мини-сериал) (2012), мини-сериал (Великобритания, Ирландия), в роли Джима Хокинса — Тоби Регбо